# Stojan Ignatow
Stojan Ignatow (mac. Стојан Игнатов; ur. 22 grudnia 1979 w Probisztipie) – macedoński piłkarz grający na pozycji pomocnika.

## Kariera piłkarska
Ignatow profesjonalną karierę rozpoczął w klubie Siłeks Kratowo. W 2002 roku wyjechał do Turcji, podpisał umowę z Samsunspor, w którym spędził jednak tylko jeden sezon. Powrócił do Macedonii i został piłkarzem klubu Rabotniczki Skopje, w którym osiągał największe sukcesy (dwa mistrzostwa kraju). Po 4 latach podjął decyzję o kolejnym wyjeździe zagranicę. Występował kolejno w chińskim Beijing Guo’an, rumuńskiej drużynie Politehnica Jassy, a także cypryjskim Ethnikos Achna. Latem 2012 roku powrócił do rodzinnego kraju i został graczem klubu Metałurg Skopje.

## Kariera reprezentacyjna
Ignatow w reprezentacji Macedonii zadebiutował 24 lipca 2001 roku w towarzyskim spotkaniu przeciwko Katarowi. Na boisku pojawił się w 60. minucie. W latach 2001−2005 rozegrał w kadrze 11 meczów (stan na 14 lipca 2013).
| Mecze i gole w reprezentacji | Mecze i gole w reprezentacji | Mecze i gole w reprezentacji | Mecze i gole w reprezentacji | Mecze i gole w reprezentacji | Mecze i gole w reprezentacji | Mecze i gole w reprezentacji |
| 2001                         | 2001                         | 2001                         | 2001                         | 2001                         | 2001                         | 2001                         |
| ---------------------------- | ---------------------------- | ---------------------------- | ---------------------------- | ---------------------------- | ---------------------------- | ---------------------------- |
| 1.                           | 24.07.2001                   | Évreux, Francja              | Katar                        | 0:1                          | 0                            | towarzyski                   |
| 2.                           | 01.08.2001                   | Rijad, Arabia Saudyjska      | Arabia Saudyjska             | 1:1                          | 0                            | towarzyski                   |
| 3.                           | 15.08.2001                   | Sofia, Bułgaria              | Bułgaria                     | 0:1                          | 0                            | towarzyski                   |
| 4.                           | 01.09.2001                   | Skopje, Macedonia            | Szwecja                      | 1:2                          | 0                            | El. MŚ 2002                  |
| 5.                           | 05.09.2001                   | Baku, Azerbejdżan            | Azerbejdżan                  | 1:1                          | 0                            | El. MŚ 2002                  |
| 6.                           | 07.10.2001                   | Skopje, Macedonia            | Słowacja                     | 0:5                          | 0                            | El. MŚ 2002                  |
| 2002                         |                              |                              |                              |                              |                              |                              |
| 7.                           | 17.04.2002                   | Prilep, Macedonia            | Finlandia                    | 1:0                          | 0                            | towarzyski                   |
| 8.                           | 20.11.2002                   | Skopje, Macedonia            | Izrael                       | 2:3                          | 0                            | towarzyski                   |
| 2004                         |                              |                              |                              |                              |                              |                              |
| 9.                           | 17.11.2004                   | Skopje, Macedonia            | Czechy                       | 0:2                          | 0                            | El. MŚ 2006                  |
| 2005                         |                              |                              |                              |                              |                              |                              |
| 10.                          | 30.03.2005                   | Skopje, Macedonia            | Rumunia                      | 1:2                          | 0                            | El. MŚ 2006                  |
| 11.                          | 07.09.2005                   | Tampere, Finlandia           | Finlandia                    | 1:5                          | 0                            | El. MŚ 2006                  |

## Sukcesy
- Mistrzostwo Macedonii: 2005, 2006 (Rabotniczki)